# Busby Berkeley
Busby Berkeley, född Berkeley William Enos den 29 november 1895 i Los Angeles i Kalifornien, död 14 mars 1976 i Palm Springs i Kalifornien, var en amerikansk filmregissör och koreograf. Bland Berkeleys filmproduktioner märks bland annat 42:a gatan (1933), Gold Diggers of 1935 (1935), Gold Diggers 1937 (1936) och Vi jazzkungar (1940).

## Biografi
Busby Berkeley började sin karriär i den amerikanska armén, där han bland annat fick leda och genomföra militärparader. Det dröjde inte länge innan han fick framgång på Broadway. 1930 reste han till Hollywood och koreograferade där omkring 40 filmer.
Busby Berkeley anses numera vara en av de främsta koreograferna genom tiderna. Han kom på en helt ny stil för koreografi och fotografi, som revolutionerade musikalfilmen. Hans kalejdoskopiska baletter, som filmades ovanifrån, så att publiken kunde se de olika formationer dansarna kunde skapa, blev hans kännetecken i filmer såsom 42:a gatan, Gold Diggers 1934 och Vi charmörer.

## Filmografi i urval
- 1932 – Luft i luckan (koreografi)
- 1933 – 42:a gatan (koreografi)
- 1933 – Gold Diggers 1934 (koreografi)
- 1933 – Footlight Parade (koreografi)
- 1933 – Skandalen i Rom (koreografi)
- 1934 – Paris i gala
- 1934 – Oss millionärer emellan
- 1935 – Gold Diggers of 1935
- 1935 – 1 opp och 1 i minne
- 1936 – Gold Diggers 1937
- 1939 – De gjorde mig till brottsling
- 1939 – Vi charmörer
- 1940 – Skandalungen
- 1940 – Vi jazzkungar
- 1941 – Ziegfeldflickan
- 1941 – Vi på Broadway
- 1942 – Min flicka i vapenrock
- 1943 – Svart extas
- 1943 – Vi i vilda västern
- 1943 – Tutti Frutti
- 1949 – 9 man och en flicka
- 1950 – Annie Get Your Gun
- 1952 – Vattnets Venus (koreografi)
- 1953 – Fest i Florida (koreografi)
- 1962 – Sol och vår och kär (koreografi)